# Dhaka (India)
Dhaka è una città dell'India di 32 618 abitanti, situata nel distretto del Champaran Orientale, nello stato federato del Bihar. In base al numero di abitanti la città rientra nella classe III (da 20 000 a 49 999 persone).

## Geografia fisica
La città è situata a 26° 40' 60 N e 85° 10' 0 E e ha un'altitudine di 54 m s.l.m.

## Società

### Evoluzione demografica
Al censimento del 2001 la popolazione di Dhaka assommava a 32 618 persone, delle quali 17 212 maschi e 15 406 femmine. I bambini di età inferiore o uguale ai sei anni assommavano a 6 580, dei quali 3 441 maschi e 3 139 femmine. Infine, coloro che erano in grado di saper almeno leggere e scrivere erano 12 513, dei quali 8 140 maschi e 4 373 femmine.